# Zwillingsstadt

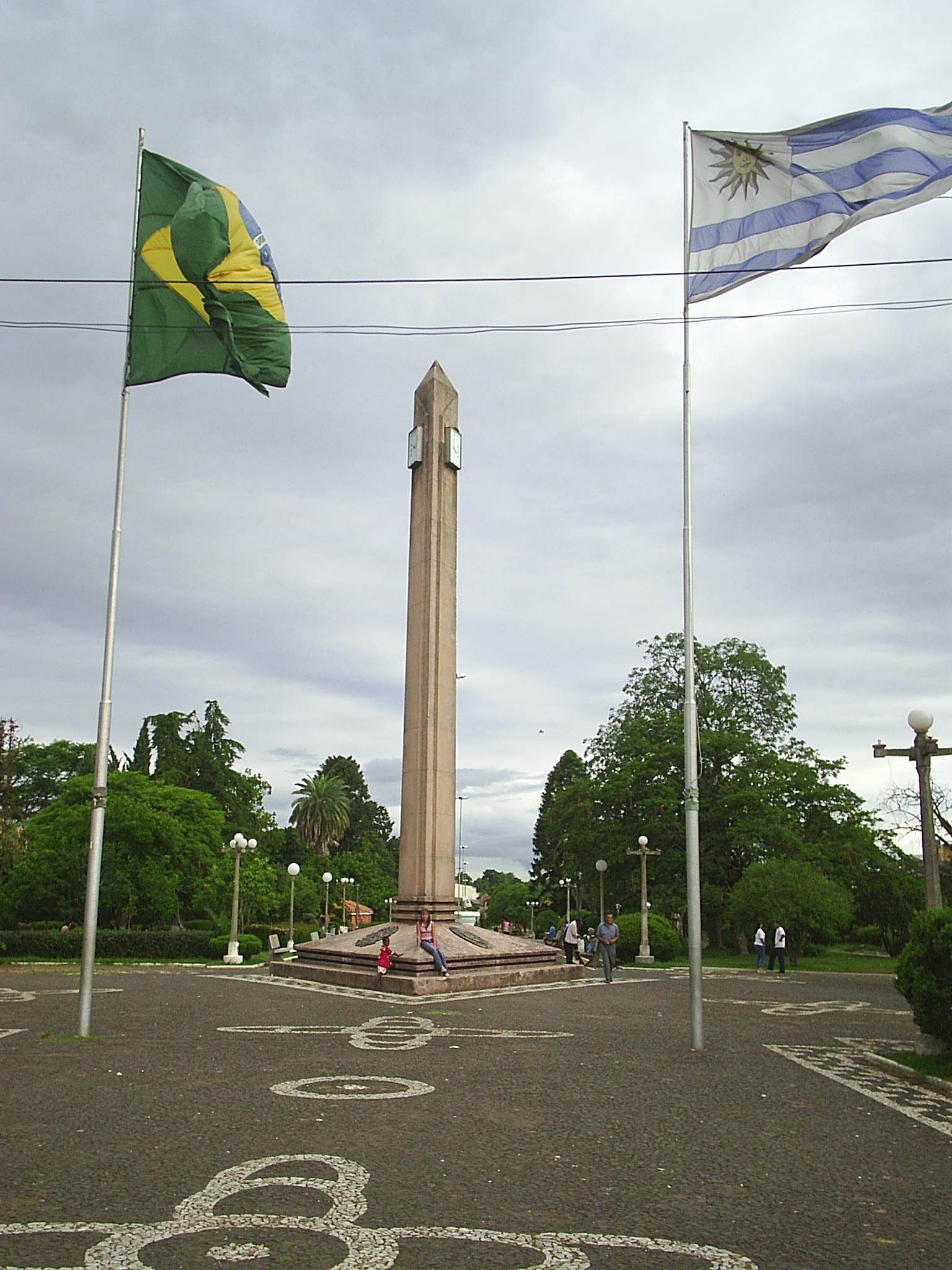
Ein bemerkenswertes Beispiel: Auf der Plaza Internacional zeigen Fahnen an der Frontera de la Paz links Santana do Livramento (Brasilien) und rechts Rivera (Uruguay) an

Als Zwillingsstädte bezeichnet man eigenständige, jedoch aneinandergrenzende Städte. Sie können durch einen Fluss oder eine Grenze getrennt oder aus zwei expandierenden Orten zusammengewachsen sein. Zwillingsstädte haben üblicherweise unterschiedliche Namen und eine eigene Geschichte.
Zu unterscheiden sind sie von geteilten Orten, die durch Grenzverschiebungen entstehen. Eine klare Zuordnung zwischen den Begriffen ist nicht immer möglich.

## Deutschsprachiger Raum
- Innerhalb Deutschlands (von Nord nach Süd)
  - Rendsburg – Büdelsdorf (Schleswig-Holstein)
  - Berlin – Cölln (Berlin vor 1307)
  - Doberlug – Kirchhain (1950 vereinigt)
  - Rheda - Wiedenbrück (Nordrhein-Westfalen, 1970 vereinigt)
  - Elberfeld – Barmen (1929 zu Wuppertal vereinigt)
  - Köln – Leverkusen (Nordrhein-Westfalen)
  - Troisdorf – Siegburg – Sankt Augustin (Nordrhein-Westfalen)
  - Greußen – Clingen (Thüringen)
  - Limburg an der Lahn (Hessen) – Diez (Rheinland-Pfalz)
  - Mainz (Rheinland-Pfalz) – Wiesbaden (Hessen)
  - Frankfurt am Main (Hessen) - Offenbach am Main (Hessen)
  - Erbach (Odenwald) – Michelstadt (Hessen)
  - Mannheim (Baden-Württemberg) – Ludwigshafen am Rhein (Rheinland-Pfalz)
  - Nürnberg – Fürth (Bayern)
  - Sindelfingen – Böblingen (Baden-Württemberg)
  - Ulm (Baden-Württemberg) – Neu-Ulm (Bayern)

- Deutschland – andere Staaten (im Uhrzeigersinn, im Norden beginnend)
  - Frankfurt (Oder) (Brandenburg) – Słubice (Polen)
  - Görlitz (Sachsen) – Zgorzelec (Polen)
  - Guben (Brandenburg) – Gubin (Polen)
  - Bärenstein (Sachsen) – Vejprty (Tschechien)
  - Simbach (Bayern) – Braunau (Österreich)
  - Laufen (Bayern) – Oberndorf bei Salzburg (Österreich)
  - Konstanz (Baden-Württemberg) – Kreuzlingen (Schweiz)
  - Breisach (Baden-Württemberg) – Neuf-Brisach (Frankreich)
  - Kehl (Baden-Württemberg) – Straßburg (Frankreich)
  - Herzogenrath (Nordrhein-Westfalen) – Kerkrade (Niederlande)
  - Suderwick (Nordrhein-Westfalen) – Dinxperlo (Niederlande)
- Schweiz
  - La Chaux-de-Fonds – Le Locle

Als Zwillingsstadt wird auch die gesamte Region Twin Cities Wien-Bratislava bezeichnet, wobei die beiden Städte zwar nicht direkt aneinander grenzen, aber die europaweit (mit Ausnahme von Vatikan und Rom) am nächsten beieinander liegenden Hauptstädte sind.

## Europa
- Capriate San Gervasio – Trezzo sull’Adda (Italien, bis 1797 Herzogtum Mailand / Republik Venedig)
- Como (Italien) – Chiasso (Schweiz)
- Gorizia  (Italien) - Nova Gorica (Slowenien)
- Imatra (Finnland) – Swetogorsk (Russland)
- Metković (Kroatien) – Gabela (Bosnien-Herzegowina)
- Middlesbrough – Stockton-on-Tees (beide Vereinigtes Königreich)
- Narva (Estland) – Iwangorod (Russland)
- Newcastle upon Tyne – Gateshead (beide Vereinigtes Königreich)
- Russe (Bulgarien) – Giurgiu (Rumänien)
- Seyssel (Haute-Savoie) – Seyssel (Ain) (beide Frankreich)
- Strabane (Vereinigtes Königreich) – Lifford (Irland)
- Stranorlar – Ballybofey (beide Irland)
- Štúrovo (Slowakei) – Esztergom (Ungarn)
- Tornio (Finnland) – Haparanda (Schweden)
- Valga (Estland) – Valka (Lettland)
- Santa Cruz de Tenerife – San Cristóbal de La Laguna (Spanien)

## Nordamerika
- Benton Harbor – St. Joseph (Michigan) (beide USA)
- Bristol (Tennessee) – Bristol (Virginia) (beide USA)
- Brownsville (Texas) (USA) – Matamoros (Mexiko)
- Colorado City (Arizona) (USA) – Hildale (Utah, USA), zusammen nach dem Bachlauf durch beide Ortschaften als Short Creek bezeichnet
- Dallas – Fort Worth (beide Texas, USA)
- Davenport (Iowa) – Rock Island (Illinois) (beide USA)
- Del Rio (Texas, USA) – Ciudad Acuña (Coahuila, Mexiko)*
- Detroit (USA) – Windsor (Ontario) (Kanada)
- Eugene (Oregon) – Springfield (Oregon) (beide USA)
- Fargo (North Dakota) – Moorhead (Minnesota) (beide USA)
- Gulfport – Biloxi (beide USA)
- Kansas City (Kansas) – Kansas City (Missouri) (beide USA)
- Laredo (Texas, USA) – Nuevo Laredo (Tamaulipas, Mexiko)
- Minneapolis – Saint Paul (beide USA) (Spitzname „The Twin Cities“)
- Mexicali (Mexiko) – Calexico (USA)
- Niagara Falls (Ontario) (Kanada) – Niagara Falls (New York) (USA)
- Ottawa – Gatineau (beide Kanada)
- Québec – Lévis (beide Kanada)
- San Diego (Kalifornien, USA) – Tijuana (Mexiko)
- Sault Ste. Marie (Ontario) (Kanada) – Sault Ste. Marie (Michigan) (USA)
- Texarkana (Texas) – Texarkana (Arkansas) (beide USA)
- Toronto – Mississauga (beide Kanada)
- Vancouver – Surrey (British Columbia) (beide Kanada)
- Washington, D.C. – Arlington, Virginia (beide USA)

## Südamerika
- Asunción (Paraguay) – Clorinda (Argentinien)
- Corrientes (Argentinien, Provinz Corrientes) – Resistencia (Provinz Chaco)
- Foz do Iguaçu (Brasilien) – Ciudad del Este (Paraguay, sogenannte Triple Frontera mit Puerto Iguazú, Argentinien)
- La Quiaca (Argentinien) – Villazón (Bolivien)
- Leticia (Amazonas, Kolumbien) – Tabatinga (Amazonas, Brasilien)
- Pedro Juan Caballero (Paraguay) – Ponta Porã (Brasilien)
- Posadas (Argentinien) – Encarnación (Paraguay)
- Profesor Salvador Mazza (Argentinien) – Yacuiba (Bolivien)
- Santa Fe (Argentinien, Provinz Santa Fe) – Paraná (Provinz Entre Ríos)
- Santana do Livramento (Brasilien) – Rivera (Uruguay)

## Asien
- Astara (Aserbaidschan) – Astara (Iran)
- Blagoweschtschensk (Russland) – Heihe (China)
- Buraimi (Oman) – Al-Ain (VAE)
- Osaka – Sakai (Osaka, Japan)
- Schibam Kaukaban (Jemen)
- Tokio – Kawasaki – Yokohama (Tokio & Kanagawa, Japan) – (wobei hier eher ein Ballungsraum vorliegt, der, wie zum Beispiel das Ruhrgebiet, weitere Städte einschließt)

## Afrika
- Goma (D.R. Kongo) – Gisenyi (Ruanda)
- Khartum – Omdurman – al-Chartum Bahri (Sudan)
- Kinshasa (Demokratische Republik Kongo) – Brazzaville (Republik Kongo)[2]
- N’Djamena (Tschad) - Kousséri (Kamerun)
- Sekondi-Takoradi (Ghana, 1946 vereinigt)
- Maputo – Matola (Mosambik)